# Афганская лисица
Афганская лисица, или белуджистанская лисица, или бухарская лисица (лат. Vulpes cana), — хищное млекопитающее рода лисиц семейства псовых. Занесена в Красную книгу.

## Внешний вид
Афганская лисица — мелкая лисица. Высота в холке — около 30 см, длина тела — 40—50 см, длина хвоста — 33—41 см, высота уха — около 9 см; вес — 1,5—3 кг.
Окраска зимней шерсти буровато-серая, с заметным налётом, распространяющимся и по верху длинного пушистого хвоста.
Афганская лисица была описана как вид кошачьей внешности и поведения. Эта маленькая лиса имеет короткую, стройную морду, длинный, густо опушённый хвост, который равняется длине тела лисы, с длинными и темными остевыми волосками. Голову украшают очень большие уши, которые помогают не только хорошо слышать, но и рассеивают лишнее тепло, помогая охлаждать организм в жаркую погоду. Острая стройная мордочка имеет отличительную чёрную полосу, простирающуюся от глаз к верхней губе. Подушки лапок не покрыты волосами в отличие от других пустынных лис, которые имеют толстый слой волос, чтобы защитить их лапы от горячего песка. Самцы и самки очень похожи между собой.
Зимний мех мягкий и роскошный, состоящий из волос ржаво-коричневого цвета, с серой подпушью и черными остевыми волосками, что в сумме создает общую буровато-серую окраску шерсти, с заметным чёрным налетом, распространяющимся и по верху очень длинного пушистого хвоста. Живот и горло — светлые, беловатые. Кончик хвоста обычно тёмный, но может быть белым. В некоторых областях его ареала цвет меха может сильно варьировать и может быть тёмным, почти чёрным, или русым. Большие уши покрыты редкими волосками и имеют однородный тёмный коричневый цвет.

## Распространение
Встречается от восточных регионов Ближнего Востока до Афганистана. Найдена в следующих странах: Афганистан, Египет (Синай), Иран, Израиль, Иордания, Оман, Пакистан, Саудовская Аравия, Туркменистан, Объединенные Арабские Эмираты и Йемен. Основная часть ареала — Восточный Иран, Афганистан и Северо-Западный Индостан. Из других областей вид исключен межвидовой конкуренцией с обыкновенными лисицами.
Афганская лисица найдена в полупустынных степях и горах, на высоте до 2000 м над уровнем моря, населяя гористые безлюдные местообитания, кручи, скалистые склоны, каньоны и обрывистые утесы. Исторически, зоологи считали, что вид избегал жарких пустынных низменностей, но они были найдены возле Мёртвого моря в Израиле — области, которая достигает экстремальных температур в летний период. Они также найдены в сельскохозяйственных регионах, где выращивается виноград, дыни и другие овощи и фрукты.
В Аравийской пустыне распределение лисы не ограничено доступом к свободной воде, которую они получают из пищи. Благодаря этому в Израиле лисы населяют самые сухие и самые горячие области. Самая высокая плотность популяции зарегистрирована в Иудейской пустыне на высоте в 100—350 м ниже уровня моря.

## Образ жизни и питание
Афганская лисица — всеядное существо. Она ест насекомых (в том числе саранчу), мелких млекопитающих (грызунов). По имеющимся наблюдениям, она более растительноядна, чем другие лисы.